# Ivan Bostjančić
Ivan Bostjančić (1915. – 1975.) je bio hrvatski književnik. Pisao je pjesme.
Kao dio stvaratelja hrvatskih pjesama na čakavštini, bio je dijelom prvog vala tuzemne generacije suvremenih pjesnika koji su stvarali na tom narječju (Vladimir Nazor, Pere Ljubić, Drago Gervais, Mate Dvorničić, Ante Dukić, Mate Balota, Marin Franičević, Zvane Črnja), kasneći nekoliko godina za hrvatskim pjesnicima iz inozemstva (Mate Meršić Miloradić, File Sedenik, Tome Bedenik.

## Djela
- "Istrijanska zemlja" (u suautorstvu s Zvanom Črnjom, s predgovorom Mate Balote, Istarska naklada, Zagreb, 1940.), pjesme,

Pjesme su mu ušle u antologiju Zlatna lira čakavska, prireditelja Antuna Milovana, u izdanju Čakavskog sabora iz Žminja, antologiji Tusculum čakavskog pjesništva 20. st., urednika Milorada Stojevića, u izdanju istarskog ogranka Društva hrvatskih književnika i zbirci Javorika opatijska prirediteljice Marije Trinajstić. 
Djela su mu izvedena i na Melodije Istre i Kvarnera 1969. godine.